# وأنتم تشنقون الزنوج
«وأنتم تشنقون الزنوج» (بالروسية: А у вас негров линчуют) وتلتها «وأنتم تقتلون السود» هي شعارات ساخرة من رد الحرب الدعائية للاتحاد السوفييتي على الانتقادات الأمريكية لانتهاكاتها لحقوق الإنسان. كان استعمال عبارات كهذه، مثل تكتيك التوسل بالنفاق، محاولة لتشتيت انتقاد الاتحاد السوفييتي عن طريق الإشارة إلى التمييز العرقي والشنق خارج نطاق القانون في الولايات المتحدة الأمريكية.
غطى الإعلام السوفيتي التمييز العنصري في كثير من الأحيان، الأزمات المالية، والبطالة في الولايات المتحدة الأمريكية، والتي كانت تُرى كفشل للنظام الرأسمالي الذي تم محوه من قِبَل الشيوعية. كان الشنق خارج نطاق القانون للأفارقة الأمريكان يُرى كسر مخز ومحرج للولايات المتحدة الأمريكية، والتي استعملها السوفييت كنوع من الذخيرة الخطابية عندما يتم لومهم على إخفاقاتهم الاقتصادية والاجتماعية الملموسة. ولقد نمى استخدام العبارة في الستينيات خلال الحرب الباردة. بعد سقوط الاتحاد السوفيتي في عام 1991، أصبحت هذه العبارة واسعة الانتشار كإشارة إلى تكتيكات حرب المعلومات الروسية. وأصبح استخدامها بعد ذلك منتشرًا في روسيا لانتقاد أي نوع من السياسات الأمريكية.
وضع الرئيس التشيكي السابق والكاتب فاتسلاف هافيل العبارة ضمن «الخدع الغوغائية المقدسة عادًة». ووصفتها مجلة الإيكونوميست كنوع من الماذاعنية، قائلة إنها أصبحت واسعة الانتشار بعد حل الاتحاد السوفيتي. كُتب في كتاب مخرج من الشيوعية للمؤلف ستيفن ريتشاردز غراوبارد أنها تمثل طلاقًا من الواقع. قارنها المؤلف مايكل دوبسون بمَثَل «الطنجرة تنعت ابريق الشاي بالأسود»، وقال عن العبارة أنها «مثال شهير» لمنطق التوسل بالنفاق. وأسمتها مجلة المحافظين ناشونال ريفيو «كلمات أخيرة مرة من الحقبة السوفيتية»، ودونت «كان هنالك مليون نوع من الحرب الباردة على المزحة». ووصفت الصحيفة الليبرالية الإسرائيلية هاآرتز استخدام الاصطلاح هو نوع من الحرب الدعائية السوفيتية. وقال الموقع البريطاني السياسي الليبرالي أوبن ديموكراسي عن العبارة بأنها «مثال ممتاز عن الماذاعنية». وقد وصفت إيليزافيتا غاوفمان الاصطلاح في عملها التهديدات أمنية والإدراك العام بأنه أداة لعكس نقاش شخص ما ضده.

## التاريخ

### الاستعمال المبكر
يمكن تتبع استعمال العبارة كإشارة إلى الديماغوجية والنفاق إلى مزحة سياسية روسية عن نزاع بين رجل أمريكي وآخر سوفيتي. وذلك بعد توجيه انتقادات لبلده بسبب الوفيات التي حدثت بسبب مذبحة كيشينيف المعادية لليهود عام 1903، صرَّح وزير الداخلية الروسي فياتشيسلاف فون بلينف بأن «لقد دُفع القرويون الروس إلى الجنون. فعندما يتحمسون بسبب الدافع العرقي والديني، ويكونون تحت تأثير الكحول، يصبحون أسوأ من الناس في ولايات أمريكا الشمالية عندما يشنقون الزنوج.» 
وبالتزامن مع ذلك، عندما واجه الاتحاد السوفيتي كلمات قاسية من العالم الغربي فيما يخص مشاكل الحريات المدنية لديه، فتم توظيف العبارة كرد حاسم. وأكد السياسي البلشفي دميتري مانويلسكي في نقاش في الثلاثينيات مع طالب أسود اسمه بيير كالميك أن في الولايات المتحدة الأمريكية «البيض لديهم امتياز شنق الزنوج، ولكن الزنوج لا يملكون امتياز شنق البيض.» وقال بأنه نوع من شوفينية البيض، ثم لفت الانتباه إلى هذا قائلًا: «هل يوجد لدينا هنا اختلاف بين رواتب العمال الزنوج والبيض؟ هل لدينا الحق في شنق المواطنين الزنوج؟»
خلال حقبة ستالين، أي مدح لأي جانب من جوانب الحياة في الولايات المتحدة الأمريكية دفع إلى الرد السريع «نعم، ولكنهم يشنقون الزنوج، أليس كذلك؟» خلال الثلاثينات، أبلغ الرجال البيض اللذين كانوا يسافرون من الولايات المتحدة الأمريكية إلى الاتحاد السوفيتي في رحلات عمل القنصلية الأمريكية في ريجا، لاتفيا، بأن السكان المحليين سألوهم بخصوص الانقسام بين العيش في مجتمع حر و«شنق» السود. وقد شق المصطلح طريقه إلى كتب الأدب الخيالي التي كتبت في البلد، واعتبر في هذا السياق انتقادًا للأجانب. وظهرت بعد سنوات قصيدة من الهجمات السياسية على غلاف الكتاب الخيال العلمي الهزلي، تقنية – الشباب – 1984. العدد الثاني بعنوان «في عالم من الخيال المجنون» (بالروسية: В мире бредовой фантастики) واحتوت على القصيدة على سطر مشابه: «كل زنوج العالم يشنقون هناك.»
أصبحت العبارة نكتة شائعة تستخدم بين المواطنين السوفييت؛ تضمن المثل برنامجًا يتلقى الاتصالات على راديو موسكو حيث كانت تتم الإجابة على أي سؤال بخصوص ظروف معيشتهم بعبارة «في أمريكا، يشنقون الزنوج.» واعتُقل مواطن أمريكي يعيش في الاتحاد السوفييتي في عام 1949 بعد أن اشتكى من منع الحكومة له عن العمل؛ وقد سخرت صحيفة محلية من توقعه بالمعاملة العادلة كاتبة عن الولايات المتحدة الأمريكية «البلد الذي يشنق فيه الزنوج.» ألقى شاعر الحرب والمؤلف السوفييتي كونستانتين سيمونوف خطابًا بمناسبة اليوبيل السوفييتي مكرمًا فيه الشاعر ألكسندر بوشكين، حيث فصل بين الاتحاد السوفييتي والعالم الغربي بواسطة استعمال العبارة ببساطة للإشارة إلى المتحدثين باللغة الإنكليزية: «ليس هنالك حاجة لإحياء ذكرى بوشكين من قبل أولئك الذين يشنقون الزنوج!» وكتب المؤرخ أبدورخمان أوتورخانوف عام 1953 في كتابه حكم ستالين أن الإعلام السوفييتي روج لمفهوم أن المواطنين الأمريكان «يُجمعون على اتباع سياسة معادية للألوان، وأن المواطن الأمريكي العادي يقضي وقته في شنق الزنوج.» وقد ولَّد استمرار العبارة خلال الفترة السوفييتية مشاعر سلبية باتجاه الولايات المتحدة الأمريكية من قبل أعضاء الطبقة العاملة.

### نموها خلال الحرب الباردة
استخدمت الصحيفة الفرنسية اليسارية كومبات خلال الحرب الباردة العبارة لانتقاد عمليات لجنة أنشطة مجلس النواب الأمريكي، مُشيرة إلى أن ما رأته كان فسادًا "لأُمة شنقت السود وطاردت كل من كان متهمًا بنشاطات "غير أمريكية". ونما انتشار استعمال العبارة كحوار التوسل بالنفاق في روسيا في الستينات، واستخدمت كسخرية واسعة الانتشار بين الروس. في هذه النسخة، يتناقش بائع سيارات أمريكي مع آخر سوفييتي حول البلد الذي يصنع سيارات أفضل. ويسأل الأمريكي في النهاية: "كم من العقود يحتاج الرجل السوفييتي ليكسب مالًا كافيًا ليشتري سيارة سوفييتية؟" بعد وقفة مليئة بالتفكير، يُجيب السوفييتي: "وأنتم تشنقون الزنوج!" حصلت تكرارات عديدة للعبارة خلال فترة الحرب الباردة. وعكس انتشارها في المجتمع الروسي الحس القوي بالوطنية الاشتراكية السوفييتية. وقد استخدم الاصطلاح بنبرة انفعالية بشكل شديد للاحتجاج على العنصرية في الولايات المتحدة الأمريكية، وذلك عندما واجهت الحكومة انتقادات بخصوص التمييز ضد اليهود في الاتحاد السوفييتي. واستعملت كقول مأثور بين الرفاق السوفييت خلال فترة ميخائيل جورباتشوف، كجواب للشكاوى حول نقص الحقول المدنية والسياسية ومن ضمنها حرية التنقل. استعمل شكل مختلف من العبارة في هذا الوقت كنوع من التبادلية عند مواجهة انتقاد حول سجن ومعاملة الرافضين، وكانت لغرض التركيز على العرق في نظام العدالة الجنائية بالولايات المتحدة. وقد استُخدمت عبارة مماثلة لمواجهة الشكاوى حول عدم كفاءة النقل السوفييتي.

### استعمالها في أوروبا الشرقية
استُعملت نسخ بديلة من العبارة في دول أوروبا الشرقية التابعة والتي سيطر عليها الاتحاد السوفييتي لاحقًا، مثل نقلها لاستعمالها في بولندا. وحدث استخدام للعبارة في لغات أخرى أيضًا، كالتشيكية، الهنغارية، والرومانية.